# Собачье сердце (фильм, 1976)
«Соба́чье се́рдце» (итал. Cuore di cane, нем. Warum bellt Herr Bobikow? — «Почему лает господин Бобиков?») — совместный итальянско-немецкий фильм 1976 года режиссёра Альберто Латтуады.
Первая экранизация одноимённой повести Михаила Булгакова (изданной De Donato).

## Сюжет
Профессор Преображенский ставит небывалый научный эксперимент — операция по пересадке человеческого гипофиза и семенных желёз собаке Бобику. В результате, в квартире профессора — новый жилец — Полиграф Полиграфович Бобиков.

## В ролях
- Макс Фон Сюдов — профессор Преображенский
- Элеонора Джорджи — Зина, служанка в квартире профессора
- Марио Адорф — доктор Борменталь, ассистент профессора
- Джина Ровере — Дарья, кухарка профессора
- Коки Понцони — Полиграф Полиграфович Бобиков
- Вадим Гловна — Швондер, председатель домкома
- Рина Нийхаус — Зоя
- Энцо Робутти — комиссар
- Виолетта Кьярини — Вяземская
- Илона Сталлер (в титрах — Elena Mercuri) — Наташа
- Америго Тот — портье
- Джулиано Петрелли — Саровкьям

## Съёмочная группа
- Сценарий: Альберто Латтуада, Марко Галло
- Режиссёр: Альберто Латтуада
- Оператор: Ламберто Кайми
- Композитор: Пьеро Пиччони